# Residència de muntanya de Chengde
La residència de muntanya de Chengde, situada a la ciutat de Chengde, Hebei, República Popular de la Xina, és un gran complex de palaus imperials i jardins, que conté el major jardí imperial del món.
A causa de la seva vasta i rica col·lecció de paisatges i arquitectura xinesa, l'estació de muntanya de moltes maneres és la culminació de tota la varietat de jardins, pagodes, temples i palaus de diverses regions de la Xina.
Està inscrit a la llista del Patrimoni de la Humanitat de la UNESCO des del 1994.
Aquesta residència de muntanya, palau d'estiu de la dinastia Qing a la província de Hebei, va ser edificada entre 1703 i 1792. És un vast conjunt d'edificis palatins, administratius i cerimonials, de temples d'arquitectura molt diversa, i de jardins imperials subtilment harmonitzats amb un paisatge de llacs, prats i boscos. A més del seu interès estètic, la residència de muntanya de Chengde constitueix un important testimoni històric sobre l'última etapa del desenvolupament de la societat feudal a la Xina.

## Galeria d'imatges

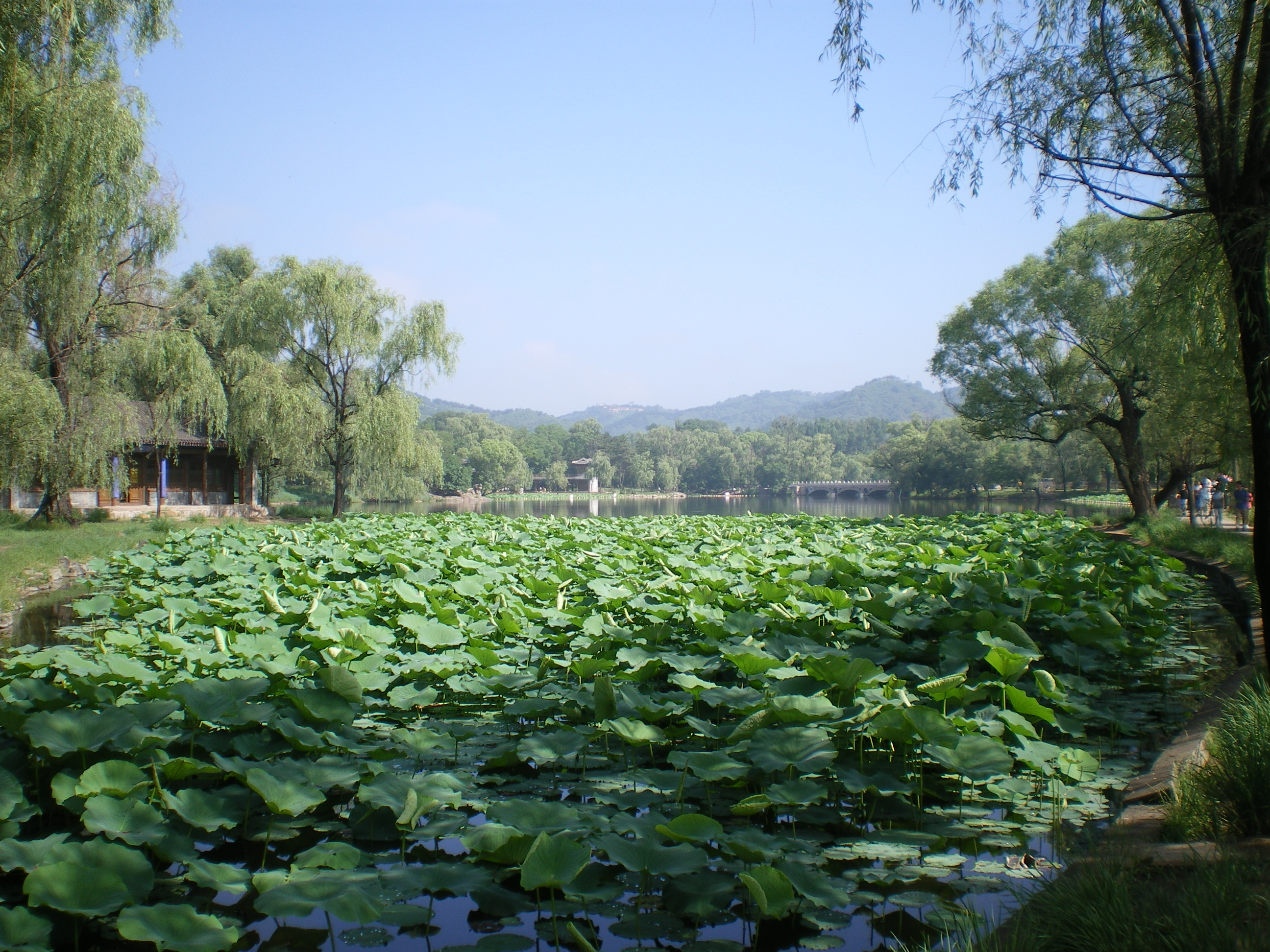
Un estany de lotus
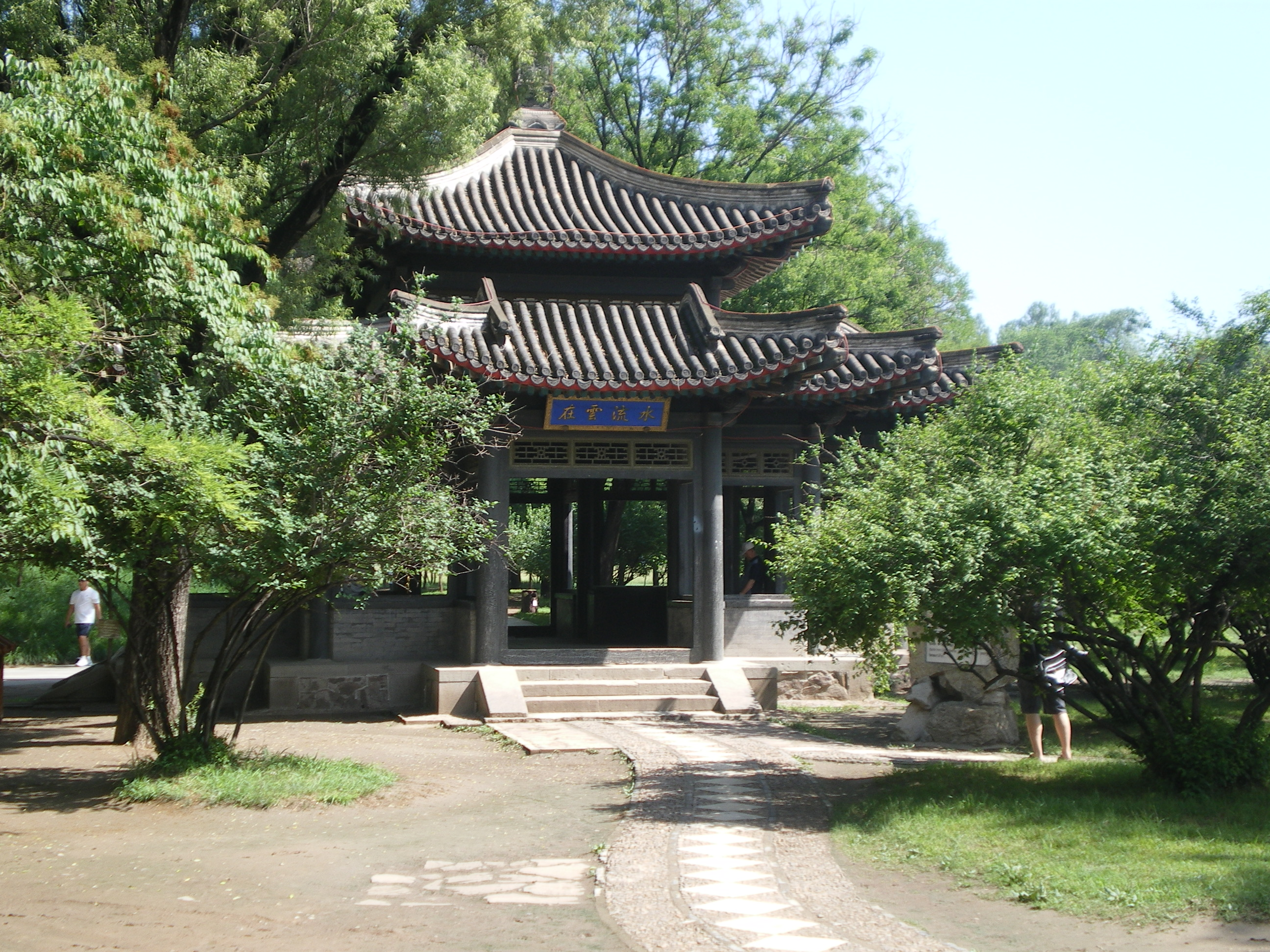
Un dels pavellons del complex
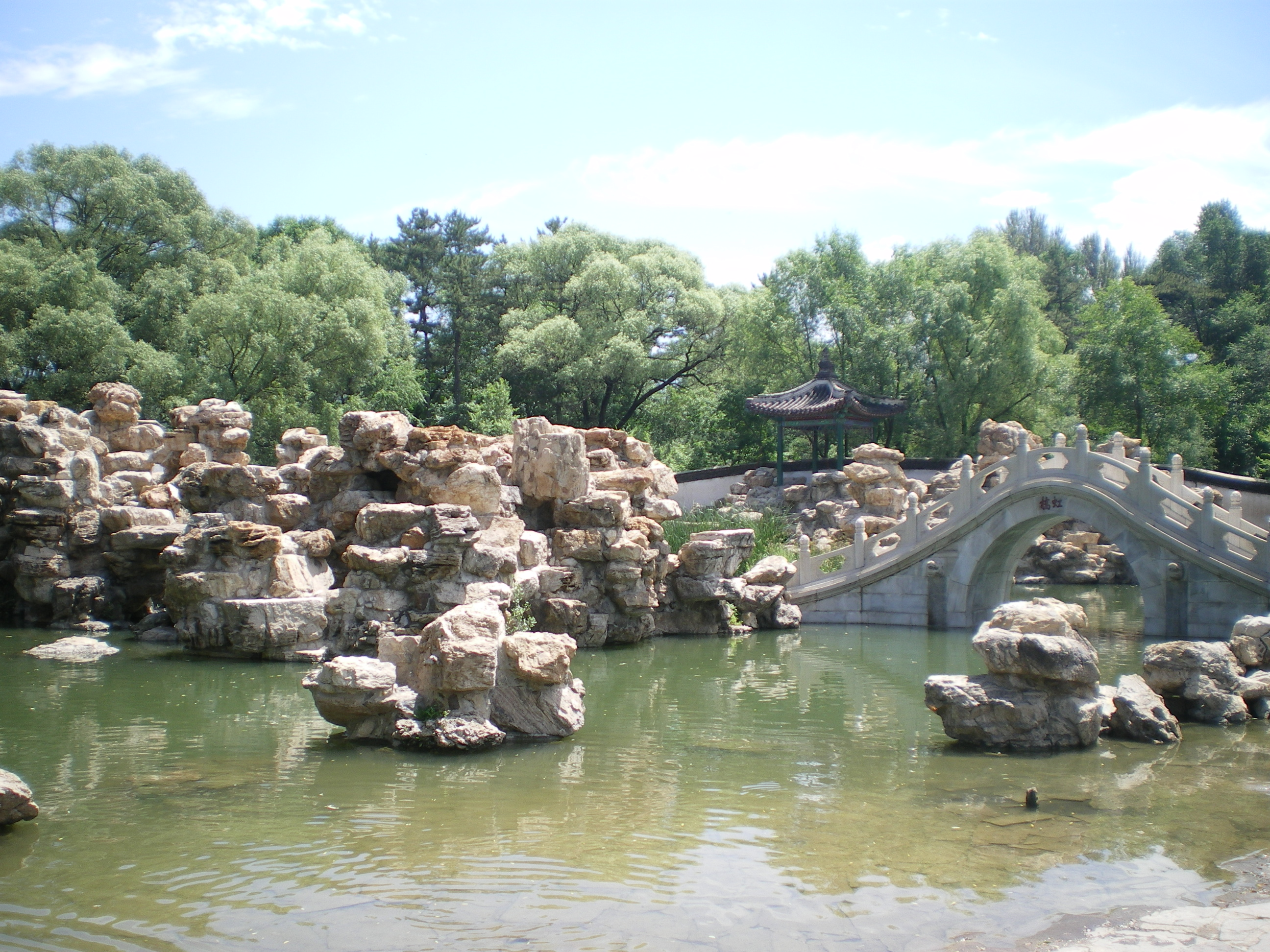
La residència està plena de llacs i jardins que imiten els paisatges del voltant de la Xina
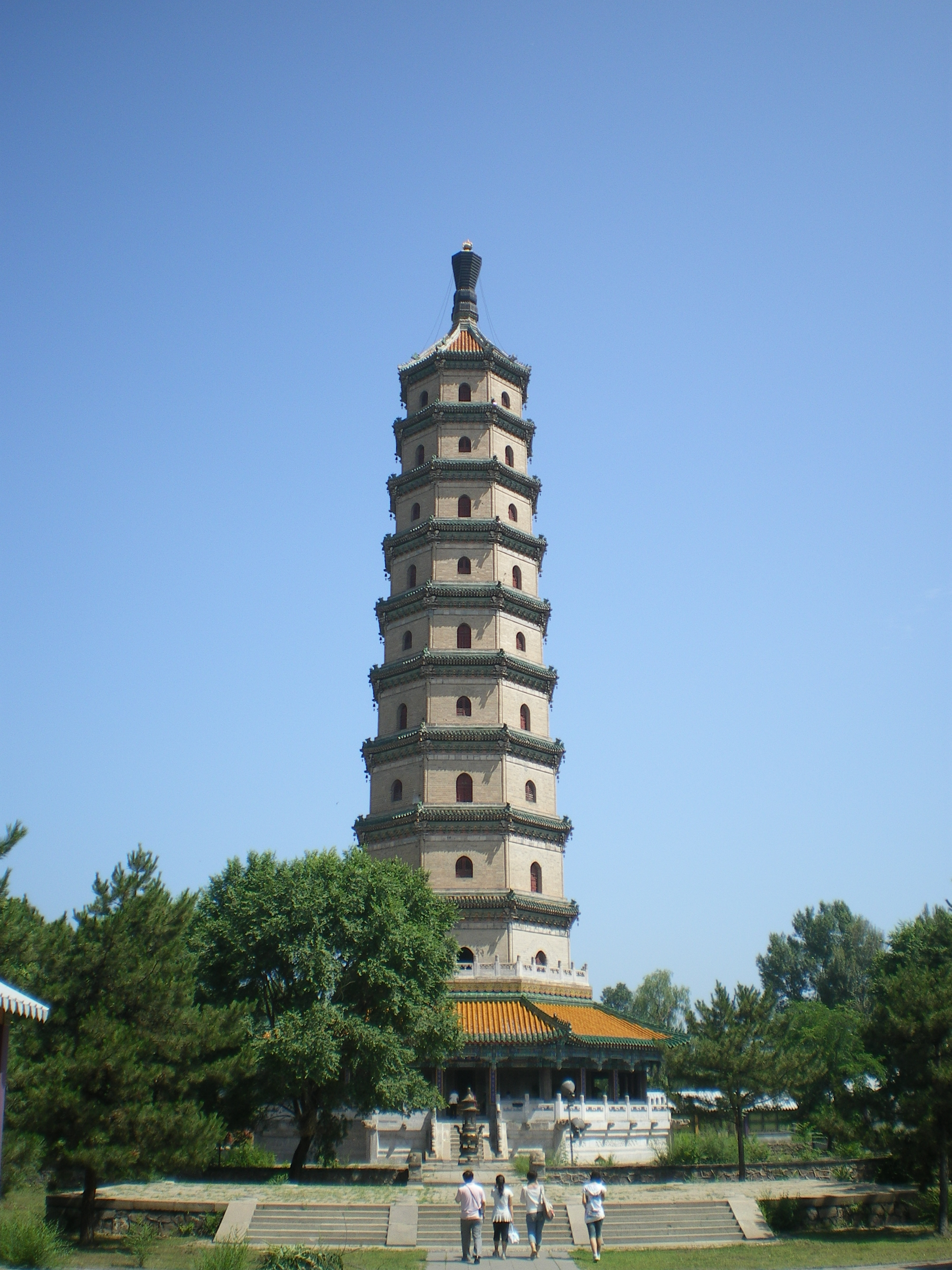
La pagoda de 70 m d'alçada
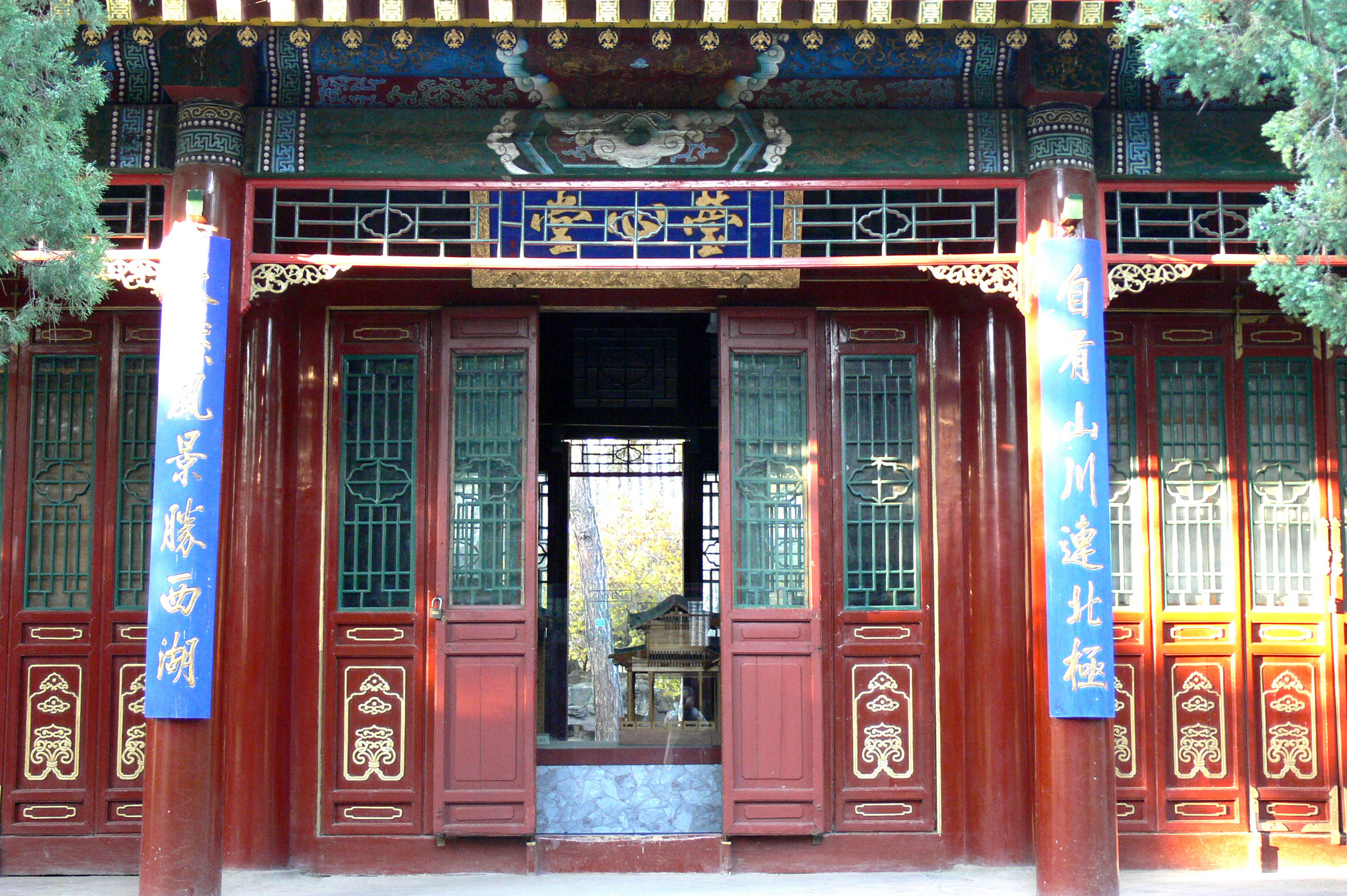
Un exemple d'una porta de reixa
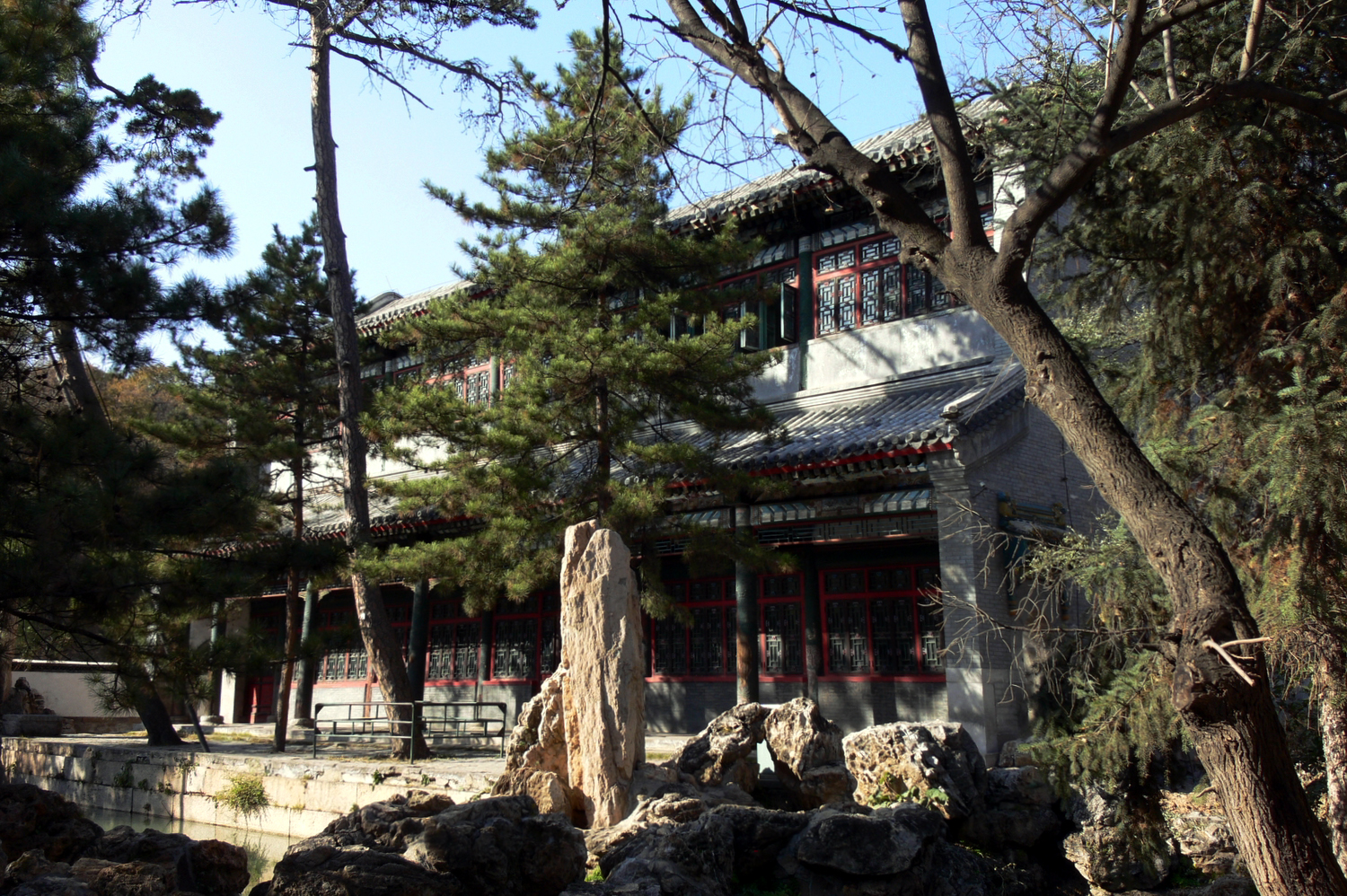
La biblioteca imperial
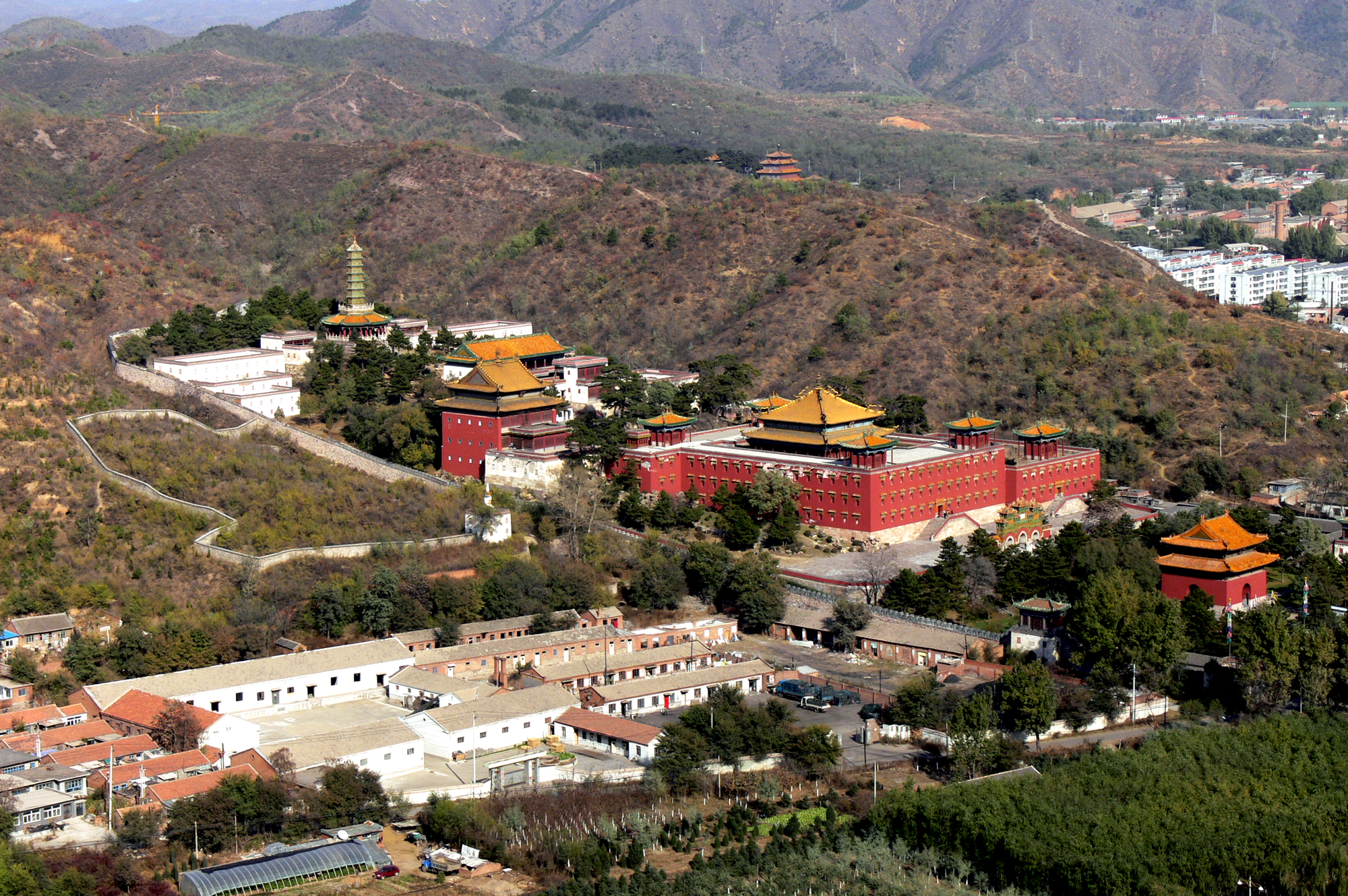
Vista aèria del temple Xumi Fushou
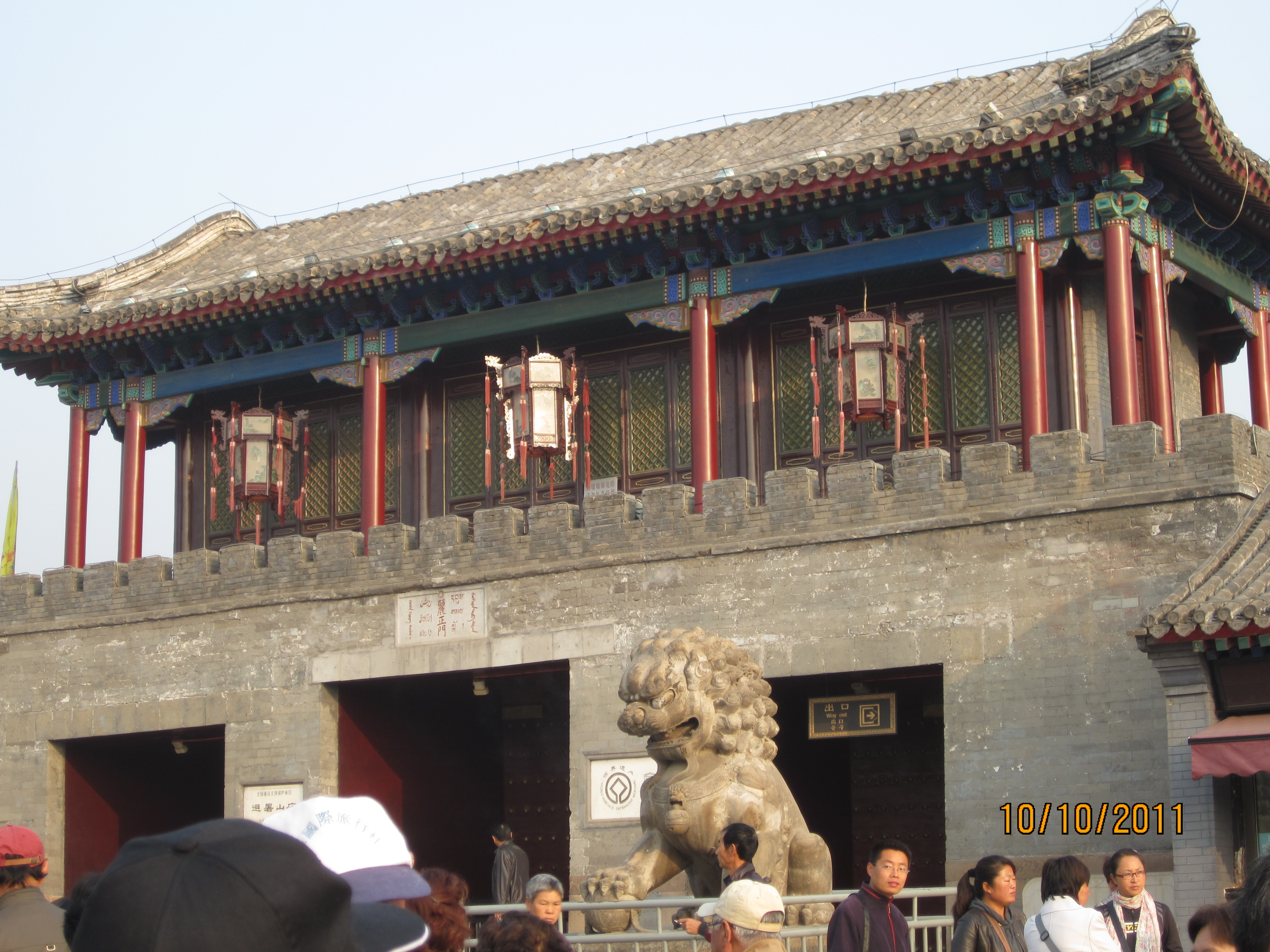
Porta Lizheng - entrada reservada pel emperadors Qing
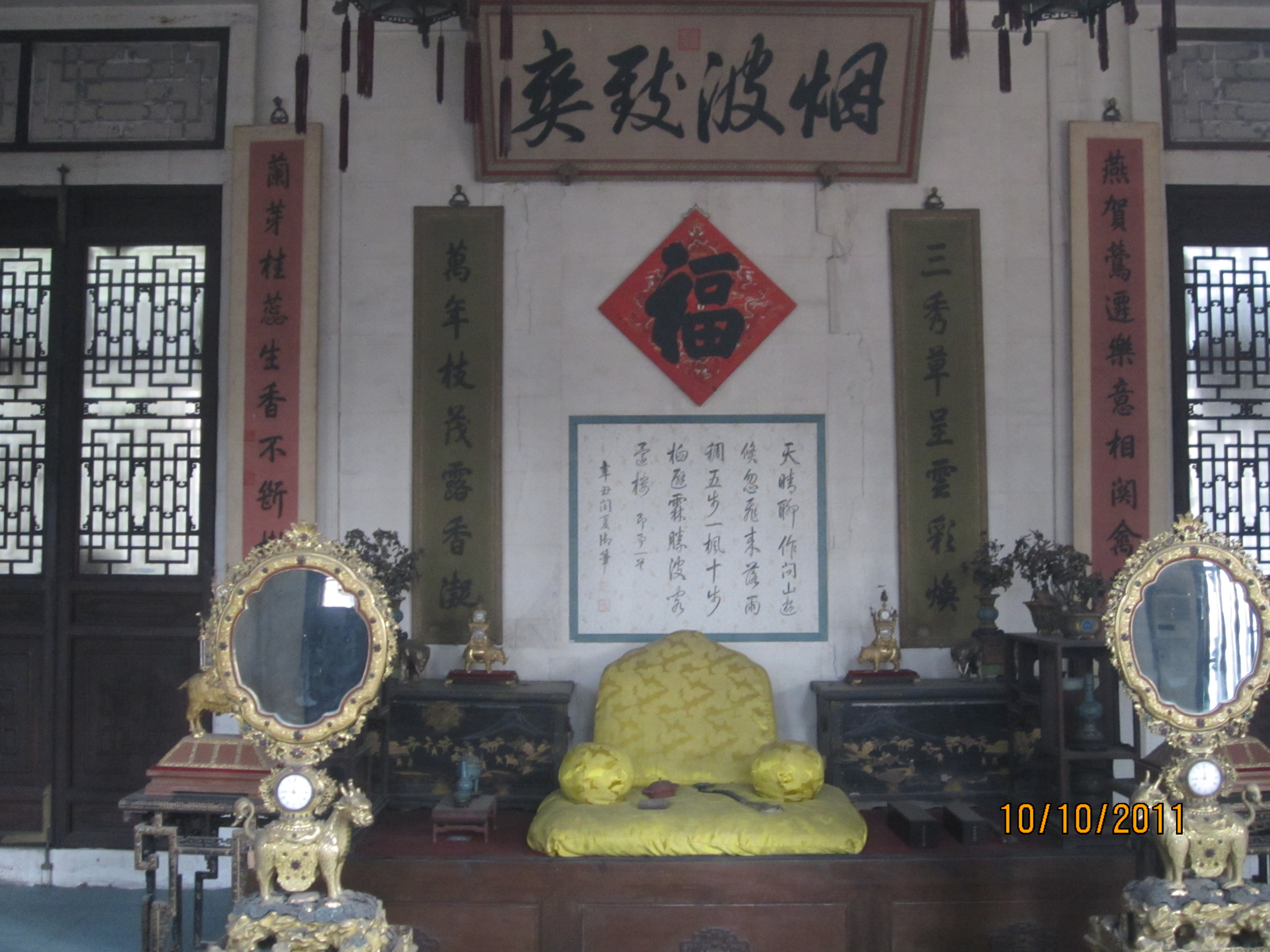
Yanbozhishuang Hall - L'emperador Xianfeng van morir en aquest saló el 22 d'agost 1861